# Жизнь Чака (фильм)
«Жизнь Чака» (англ. The Life of Chuck) — американский художественный фильм режиссёра Майка Флэнагана. Экранизация одноимённого рассказа Стивена Кинга из сборника «Будет кровь». Главные роли в фильме исполнят Том Хиддлстон и Марк Хэмилл.
Премьера фильма состоялась в сентябре 2024 года на 49-м Международном кинофестивале в Торонто. Зрительским голосованием картина была выбрана победителем кинофестиваля.

## Сюжет
Фильм показан в обратной хронологии и разделён на три акта.
Акт третий: «Спасибо, Чак»
Учитель средней школы Марти Андерсон замечает странные события по всему миру: природные катастрофы, глобальный сбой интернета. Повсюду появляются билборды и реклама с фотографией бухгалтера Чарльза «Чака» Кранца и надписью: «Чарльз Кранц: 39 прекрасных лет! Спасибо, Чак!» Бывшая жена Марти, Фелисия Гордон, звонит ему, и они гадают, не наступает ли конец света. Вокруг множатся катастрофы и сверхъестественные явления. Когда пропадает связь и электричество, Марти приходит к Фелисии, чтобы встретить последние мгновения вселенной вместе. Они смотрят, как на небе гаснут звёзды.
Оказывается, конец вселенной связан с 39-летним Чаком, который умирает в больнице от опухоли мозга. Рядом — его жена Джинни и сын Брайан. Чак умирает под слова Джинни: «39 прекрасных лет. Спасибо, Чак». В этот же момент Марти говорит Фелисии: «Я люблю тебя» — и вселенная исчезает.
Акт второй: «Уличные музыканты навсегда»
За девять месяцев до смерти Чак посещает банковскую конференцию. На улице он встречает уличную барабанщицу Тейлор, которая, увидев его, начинает играть. Чак пускается в пляс, собирая толпу. К нему присоединяется Дженис Холлидей — девушка, только что брошенная парнем по смс. Они танцуют вместе, хотя Чак на мгновение останавливается из-за головной боли, но затем продолжает под восторг зрителей.
Помогая Тейлор собрать вещи, Чак и Дженис делят с ним выручку. Чак признаётся, что не понимает, почему пустился в танец. Тейлор предлагает создать гастролирующий ансамбль, но Чак и Дженис отказываются. Они прощаются объятиями. Чак возвращается к делам, всё ещё думая о танце. Позже, когда его здоровье ухудшается, ему кажется, будто Бог создал мир ради того самого момента.
Акт первый: «Я вмещаю множества»
В детстве Чак теряет родителей в автокатастрофе (мать была беременна) и переезжает к деду Альби и бабушке Саре. Жизнерадостная Сара учит его танцевать, а циничный Альби, запивая горе, запрещает Чаку заходить на чердак, намекая, что видел там призраков людей перед их смертью. В школе Чак спрашивает учительницу, мисс Ричардс, о смысле строки «Я вмещаю множества» из стихотворения Уолта Уитмена «Песня о себе». Та объясняет: его воспоминания со временем создадут целую вселенную в его сознании.
После внезапной смерти Сары в супермаркете Альби спивается. Вдохновлённый бабушкой, Чак записывается в школьный танцевальный кружок «Вихри и спирали», где становится лучшим и даже учит других лунной походке. Он влюблён в Кэт Маккой — девочку постарше, с которой часто танцует. Несмотря на её парня, Кэт приглашает Чака на танец на школьном празднике. Чак делится с дедом мечтой о танцах, но Альби отговаривает его, советуя стать бухгалтером: «Математика — основа всего».
На празднике Чак сначала робеет, но затем раскрепощается и танцует с Кэт под аплодисменты, включая Марти и Фелисию (оказывается, он преподаёт в школе Чака). После поцелуя Кэт он выбегает во двор и танцует один, но повреждает руку, оставляя шрам.
Спустя годы Альби умирает, оставив подростку Чаку дом. Бабушка с дедом по матери приезжают пожить с ним до колледжа. Получив ключ от чердака, Чак наконец заходит туда и видит призрак себя — взрослого на смертном одре (узнаёт по шраму). Однако он отмахивается от видения, клянётся жить полной жизнью и повторяет: «Я прекрасен, я заслуживаю быть прекрасным, и я вмещаю множества».

## В ролях
- Том Хиддлстон — Чарльз «Чак» Кранц[8]
  - Бенджамин Паяк — Чак в возрасте 11 лет
  - Джейкоб Трамбле — Чак в 17-летнем возрасте / Брайн Кранц, сын Чарльза
- Ник Офферман — рассказчик
- Марк Хэмилл — Алби Кранц, дедушка Чарльза
- Миа Сара — Сара Кранц, , бабушка Чарльза
- К’орианка Килчер — Дженни Кранц, жена Чарльза
- Карл Ламбли — Сэм Ярбро, пожилой гробовщик, с которым сталкивается Марти
- Чиветел Эджиофор — Марти Андерсон, учитель средней школы и бывший муж Фелиции
- Карен Гиллан — Фелиция Гордон, бывшая жена Марти
- Мэтью Лиллард — Гас Вилфонг, сосед Марти
- Аннализа Бассо — Дженис Холлидей, партнерша Чарльза в танце на улице
- Тейлор Гордон — Тейлор, уличный барабанщик и музыкант
- Тринити Блисс — Кэти МакКой, партнерша Чака по танцам в школе
- Кейт Сигел — мисс Ричардс, идеалистичная учительница Чака
- Рахул Коли — Бри, коллега Фелиции в госпитале
- Хезер Лэнгенкэмп — Вера, соседка семьи Кранц
- Дэвид Дастмалчян — Джош, отец-одиночка, чья жена ушла к другому после 20 лет брака
- Молли Куинн — мать Чака
- Лорен Лавера — Лиза, итальянский репортер
- Антонио Рауль Корбо — Брайн Кранц, сын Чарльза
- Харви Гильен — родитель одного из учеников Марти
- Майк Флэнаган — человек на похоронах (камео)

## Производство
О начале работы над проектом стало известно в мае 2023 года. Главные роли получили Том Хиддлстон и Марк Хэмилл, а режиссером выступит Майк Флэнаган. Экранизация новеллы Стивена Кинга, как было заявлено, будет соответствовать по тону таким драмам, как «Останься со мной», «Побег из Шоушенка» и «Зелёная миля». Съёмки начались в октябре, в Алабаме, по временному соглашению с представителями SAG-AFTRA . Издание Deadline Hollywood пишет, что к актёрскому составу присоединились Чиветел Эджиофор, Карен Гиллан и Джейкоб Трамбле, а через несколько дней сам Фланаган объявил полный актёрский состав.  Съёмки завершились 16 ноября 2023 года.

## Отзывы и оценки
На сайте Rotten Tomatoes фильм имеет рейтинг 85 % основанный на 40 отзывах, со средней оценкой 7.4/10. На Metacritic средневзвешенная оценка составляет 64 из 100 на основе 11 рецензий.